# (4879) Зыкина
(4879) Зыкина (лат. Zykina) — типичный астероид главного пояса, открыт 12 ноября 1974 года советским астрономом Людмилой Черных в Крымской астрофизической обсерватории и 5 марта 1996 года назван в честь советской и российской певицы Людмилы Зыкиной.

## Обнаружение и именование
(4879) Зыкина
Открыт 12 ноября 1974 года в Научном Л. И. Черных.
Назван в честь российской певицы Людмилы Георгиевны Зыкиной, пользующейся широкой популярностью. Выдающаяся исполнительница русских народных песен и песен русских композиторов.
Оригинальный текст (англ.)4879 Zykina
Discovered 1974-11-12 by Chernykh, L. I. at Nauchnyj.
Named in honor of Lyudmila Georgievna Zykina, a Russian singer who enjoys widespread popularity. She is a distinguished performer of Russian folk songs and of songs by Russian composers.
Источники: DISCOVERY.DB; M.P.C. 26762.

## Орбита

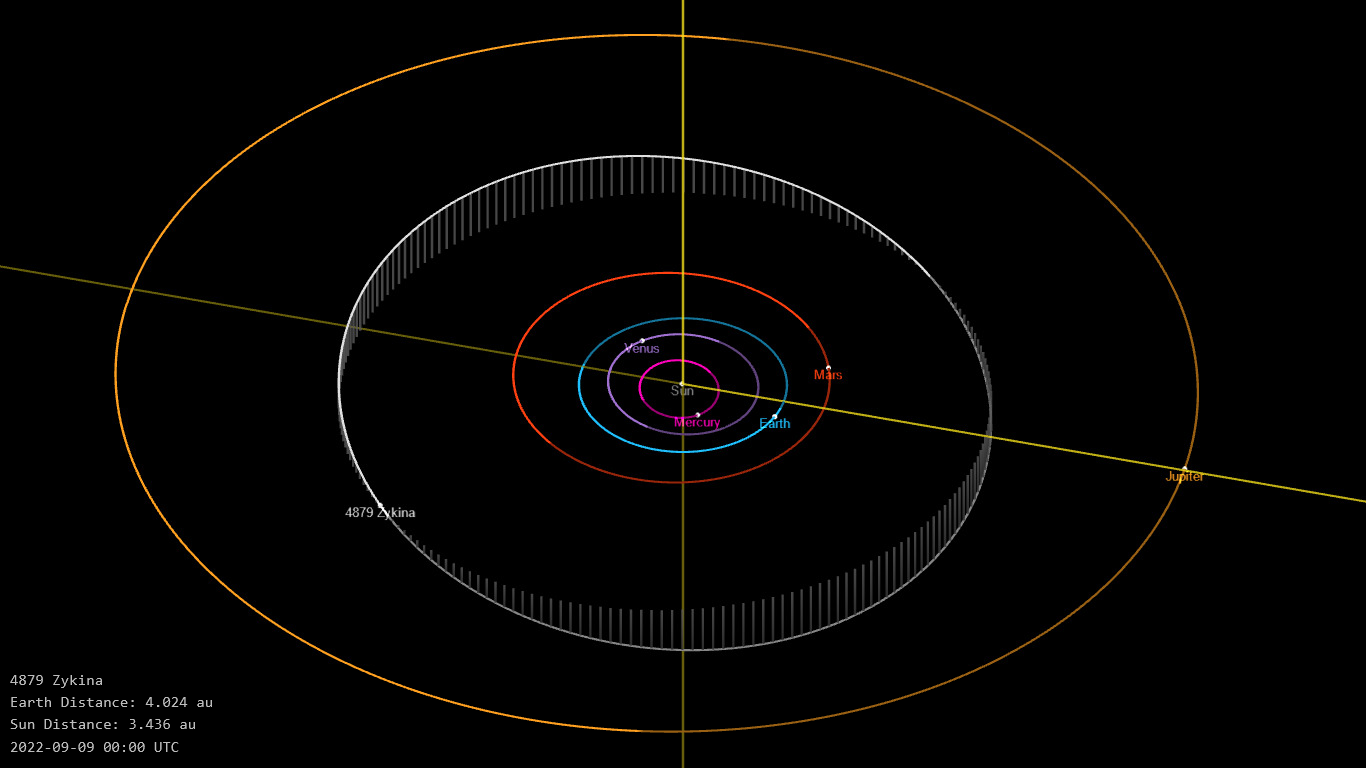
Орбита астероида Зыкина и его положение в Солнечной системе

## Физические характеристики
Из наблюдений телескопа VISTA следует, что астероид относится к таксономическому классу U.
По результатам наблюдений в видимом и ближнем инфракрасном диапазоне космического телескопа NEOWISE диаметр астероида оценивался равным 13,404±0,233 км. Согласно тем же источникам альбедо оценивается как 0,2054±0,0409 и 0,205±0,041.